# Desmeplagioecia
Desmeplagioecia is een geslacht van mosdiertjes uit de familie van de Plagioeciidae en de orde Cyclostomatida. De wetenschappelijke naam ervan werd in 1920 voor het eerst geldig gepubliceerd door Ferdinand Canu en Ray Smith Bassler.

## Soorten
- Desmeplagioecia amphorae Harmelin, 1974
- Desmeplagioecia lineata (MacGillivray, 1885)
- Desmeplagioecia pastiliformis Gontar, 2009
- Desmeplagioecia violacea Harmelin, 1976